# Las Piedras (Artigas)
Las Piedras è un comune dell'Uruguay, situato nel Dipartimento di Artigas.